# Chinese Democracy (песня)
Chinese Democracy (с англ. — «Китайская демократия») — двадцать первый в общем и первый с альбома Chinese Democracy, сингл Guns N’ Roses, выпущенный 22 октября 2008 года на лейбле Geffen Records.
Был выпущен в iTunes Store 9 ноября 2008 года. В основном она был написан Экслом Роузом и Джошем Фризом. С коммерческой точки зрения «Chinese Democracy» хорошо зарекомендовал себя в большинстве стран. Он был особенно успешным в Скандинавии, возглавив Norwegian Singles Chart и достигнув третьего места в Швеции и Финляндии. Песня вошла в топ-20 в Италии, Нидерландах, Польше и Швейцарии, а также заняла 27-е место в Британском чарте синглов, а также во фламандской Бельгии и Новой Зеландии. В Северной Америке песня достигла 10-го места в Канаде и 34-го в Соединенных Штатах. Песня достигла пятого места в американском чарте Hot Mainstream Rock Tracks.

## О сингле
До того, как песня была выпущена в качестве сингла, «Chinese Democracy» игралась вживую Guns N' Roses во время их Chinese Democracy Tour в 2001, 2002, 2006 и 2007 годах.
Заключительная строчка песни изначально была «как если бы твоя задница была твоей головой, ты можешь сказать» (like if your ass were your head, you can tell), но в конечном счете была изменена на «когда их руки тянутся к тебе за помощью» (when their arms reach out for your help).
Эксл Роуз представил первое живое исполнение этой песни группой в Лас-Вегасе, штат Невада 1 января 2001 года со следующими словами:
По телевизору шёл фильм "Кундун" о Далай-ламе. Я собирался уходить...и это был конец фильма. И Далай-лама вот-вот пересечет границу, чтобы, как вы знаете, оказаться в изгнании на всю оставшуюся жизнь из своей собственной страны. И он оглядывается на людей, которые помогли ему, и вы знаете, что он сбежал от китайского правительства. И он оглядывается на них, и машет им, и они машут ему. А потом они показывают сцену, где он снова смотрит на них и видит, что все они мертвы. Потому что он знал, что их убьют, а они знали, что, помогая ему, будут убиты. И вы знаете эмоции в этой следующей песне, вот и все. Это не похоже на интеллектуальную песню. У него нет ответа ни на что. И это не обязательно "за" или "против" Китая. Просто сейчас Китай символизирует одну из самых сильных и в то же время самых деспотичных стран и правительств в мире. И нам [американцам] повезло жить в свободной стране. И вот, думая об этом, я немного расстроился, и мы написали эту маленькую песенку под названием "Chinese Democracy".

## Критический приём
Песня получила в основном положительный прием от критиков. Он был воспроизведен более 4 миллионов раз на Myspace за один день. Spin отметил, что с «толстым, мускулистым четырёхаккордовым риффом и этим воплем Эксла банши только самым упрямым измученным удастся подавить рефлекс мурашек», но раскритиковал его за то, что он «без крючка».
Los Angeles Times, с другой стороны, описали Эксла как «самого амбициозного хард-рокера конца 20-го века» и, хотя также отметили, что «припев — это просто продолжение стихов» и что песня поэтому «ведёт себя не так, как обычно ведут себя радиолюбительские синглы», все же заявили, что «припев застревает в голове после нескольких прослушиваний». В конечном счете, Los Angeles Times пришли к выводу, что песня «возвращает страстную странность, которой не хватало в эфире хард-рока», а также сравнила её с «I’m Afraid of Americans» Дэвида Боуи, отметив, что «Обе песни имеют удушливое качество, как будто их создатели проталкиваются сквозь дым, чтобы выразить эти мысли. Это звучание витиеватых, романтичных рокеров, стремящихся к чему-то холодному и современному».
Popwatch отметил, что «даже самая великая песня GNR, когда-либо задуманная, не может стоить такого длительного наращивания», и повторил мнение, что припев песни «ощущается как наращивание к великому рефрену, но на самом деле оказывается рефреном», в то же время MenStyle.com предположил, что, судя по просочившимся песням, «Chinese Democracy» была любопытным выбором для ведущего сингла, предполагая, что «Madagascar» или «There Was a Time» были бы лучше. В рецензии на сайте Zimbio утверждал, что «как бы я ни хотел ненавидеть эту песню, я не могу», описывая мелодию как «лучше, чем некоторые песни на „Use Your Illusion I“ и „Use Your Illusion II“», и заявил, что «если вы можете отбросить свои предубеждения, вы обнаружите, что эта песня неплохая» и что «она действительно заставляет меня взволноваться, услышав остальную часть альбома».
Тогдашний бывший гитарист Guns N' Roses Слэш положительно отреагировал на песню после её выхода, сказав: «Звучит круто. Приятно снова услышать голос [Эксла Роуза], понимаешь».
Песня была официальной темой WWE «Armageddon (2008)» pay-per-view.

## Живые выступления
«Chinese Democracy» игралась вживую на большинстве концертов Guns N' Roses с момента первого Chinese Democracy Tour в 2001 году. С каждым туром выступления резко менялись, приобретая все большую фоновую структуру и гитарные партии, а также второе соло, похожее на альбомную версию. С 2009 по 2014 год эта песня использовалась исключительно в качестве открытия шоу. Песня продолжает звучать даже после того, как члены группы, существовавшей до «Chinese Democracy», Слэш и Дафф Маккаган, воссоединились.

## Список композиций
7" сингл Европа
| №  | Название            | Длительность |
| -- | ------------------- | ------------ |
| 1. | «Chinese Democracy» | 4:43         |

| №  | Название             | Длительность |
| -- | -------------------- | ------------ |
| 1. | «Shackler's Revenge» | 3:37         |

## Участники записи
Кредиты взяты из примечаний к обложке альбома.
Guns N' Roses
- Эксл Роуз — вокал, клавишные, аранжировка
- Диззи Рид — клавишные, бэк-вокал
- Бакетхэд — соло-гитара
- Робин Финк — ритм-гитара, аранжировка
- Рон «Бамблфут» Таль — ритм-гитара
- Пол Тобиас — ритм-гитара, аранжировка
- Ричард Фортус — ритм-гитара
- Томми Стинсон — бас-гитара, бэк-вокал
- Крис Питман — клавишные, Sub-bass, бэк-вокал
- Фрэнк Феррер — ударные

Продюсирование
- Эксл Роуз — цифровое редактирование, продюсер, Logic Pro продюсирование, микширование
- Диззи Рид — Logic Pro продюсирование
- Крис Питман — звуко-инженер, дополнительное производство, Logic Pro продюсирование
- Брайан «Брэйн» Мантиа — Logic Pro продюсирование
- Карам Костанцо — Звуко-инженер и цифровое редактирование, продюсирование, микширование
- Рой Томас Бэйкер — дополнительное производство и подготовка производства
- Звуко-инженеры: Джефф «Криттер» Ньюэлл (Jeff «Critter» Newell), Дэн Монти, Джереми Блэр (Jeremy Blair)
- Эрик Кодье — цифровое редактирование, дополнительное производство, Pro Tools продюсирование
- Шон Биван — запись и цифровое редактирование, аранжировка, дополнительное производство
- Youth — первоначальные предложения по аранжировкам
- Билли Хауэрдел — Logic Pro продюсирование
- Стюарт Уайт — Logic Pro продюсирование
- Джон О’Махони — Pro Tools микширование
- Энди Уоллес — микширование
- Боб Людвиг — Мастеринг

## Чарты
| Chart (2008)                               | Peak position |
| ------------------------------------------ | ------------- |
| Австрия (Ö3 Austria Top 40)                | 26            |
| Бельгия/Фландрия (Ultratop 50)             | 27            |
| Бельгия/Валлония (Ultratop 50)             | 32            |
| Канада (Billboard Canadian Hot 100)        | 10            |
| Канада (Billboard Rock)                    | 4             |
| Дания (Tracklisten)                        | 23            |
| Европа (Billboard Euro Digital Song Sales) | 18            |
| Финляндия (Suomen virallinen lista)        | 3             |
| Германия (GfK)                             | 38            |
| Ирландия (IRMA)                            | 32            |
| Италия (FIMI)                              | 7             |
| Нидерланды (Single Top 100)                | 15            |
| Новая Зеландия (Recorded Music NZ)         | 27            |
| Норвегия (VG-lista)                        | 1             |
| Poland (LP3)                               | 8             |
| Швеция (Sverigetopplistan)                 | 3             |
| Швейцария (Schweizer Hitparade)            | 11            |
| Великобритания (OCC UK Singles)            | 27            |
| США (Billboard Hot 100)                    | 34            |
| США (Billboard Alternative Airplay)        | 24            |
| США (Billboard Mainstream Rock)            | 5             |